# Thun AG

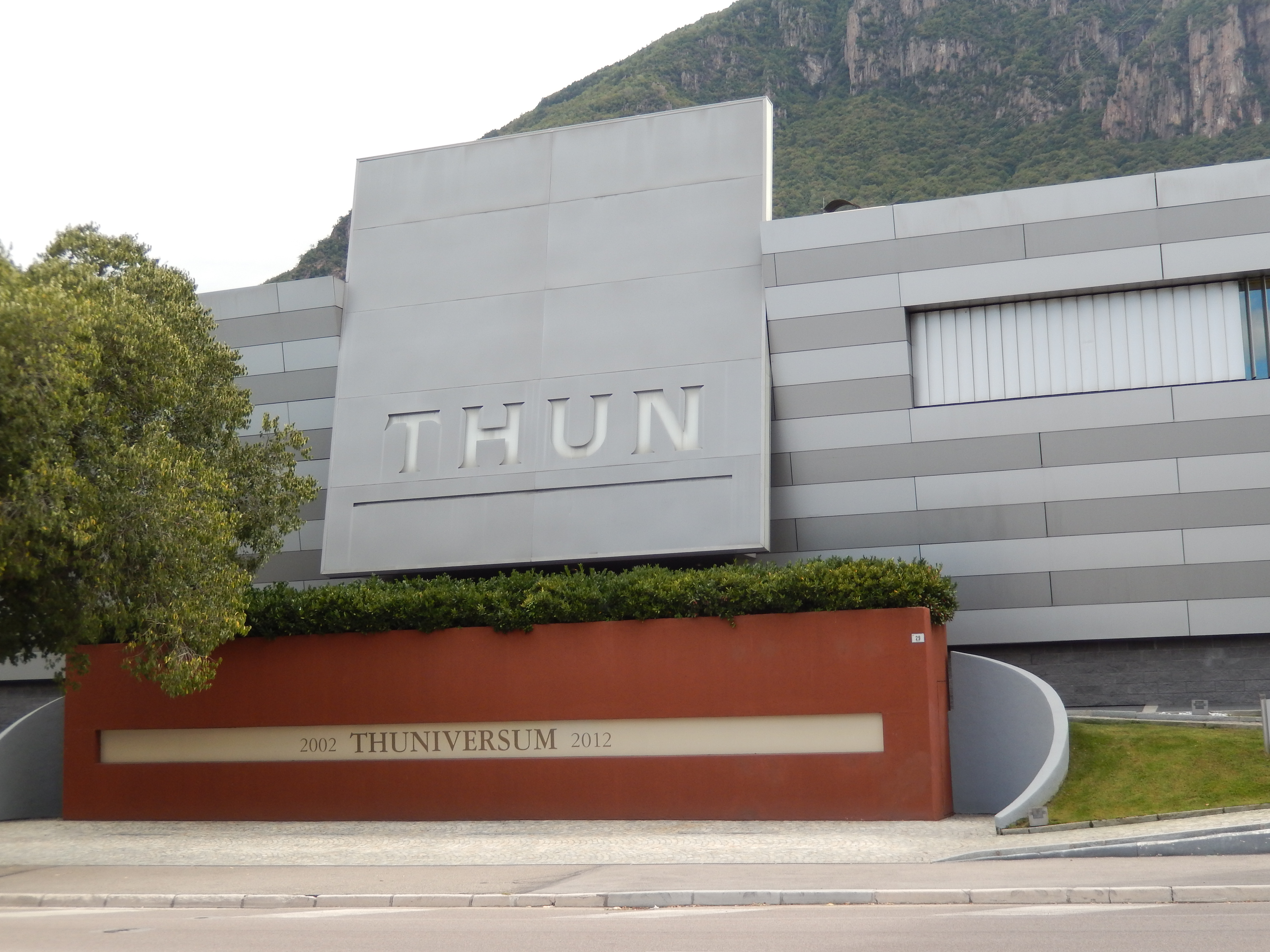
Firmensitz Thuniversum im Industriegebiet Bozen

Die Thun AG ist ein Hersteller von Keramik- und Geschenkartikeln mit Sitz in Bozen (Südtirol).

## Geschichte
Das Unternehmen wurde 1950 von Graf Otmar und Gräfin Lene Thun als Keramikwerkstatt im Ansitz Klebenstein in Bozen gegründet. In den ersten Jahren entstand die Figur eines singenden Engels, die als Original Bozner Engel zum international bekannten Firmensymbol wird. 
1978 übernahm Sohn Peter Thun die Unternehmensleitung. In den folgenden Jahrzehnten entwickelte sich Thun zu einem internationalen Unternehmen. Mondo Thun beschäftigte 2010 über 5000 Mitarbeiter, verzeichnete einen Jahresumsatz von ca. 195 Mio. Euro und hatte mehr als 1600 Verkaufsstellen in Europa.
Im Zuge der Finanzkrise gab es einen starken Umsatzrückgang von 18 % (2012) und 12 % im Jahre 2013 auf 136 Mio. Euro. Weiters sank auch die Mitarbeiterzahl weltweit auf 1385. Ende 2013 hatte das Unternehmen 1555 Verkaufsstellen und 324 Thun-Geschäfte.

## Tätigkeit
Wichtigste Märkte sind Italien, Deutschland, Österreich, die Schweiz und Spanien. Thun veröffentlicht rund 600 Neuheiten jährlich. Neben Keramikartikeln aus dem Geschenk- und Dekorationsbereich, Weihnachtsartikeln, Kaffeeservices und Wohnaccessoires wurde die klassische Produktpalette in den vergangenen Jahren um neue Felder wie Modeschmuck und Kinderartikel erweitert. Der vor allem in Italien aktive, 1998 gegründete Thun-Club für Fans der Marke zählt heute ca. 97.000 Mitglieder.
Im Jahr 2002 eröffnete das Thuniversum als multimedialer Showroom und Hauptgeschäft am Firmensitz in Bozen. Es zählt mit ca. 400.000 Besuchern jährlich zu den größten touristischen Attraktionen der Stadt. 
2003 eröffneten vier Franchisegeschäfte in Italien und eines in Deutschland. Die Zahl der Mitarbeiter betrug 1.500 der Umsatz 89 Millionen Euro.
2004 arbeiteten 1500 der 1870 Beschäftigten in China, wo ein Großteil der Produktion erfolgt. Der Umsatz betrug 94 Millionen Euro.
2008 entstand Thun Logistics: Das 35.000 m² große Logistikzentrum in Mantua (Norditalien) regelt mit einem automatisierten Sorter-System die Warenverteilung der Thun AG. Ihm angegliedert ist ein zweites Hauptgeschäft.
Die 2008 von Firmenpräsident Peter Thun gegründete Gräfin Lene Thun Stiftung engagiert sich im sozialen Bereich wie in Krankenhäusern, Altenheimen oder Waisenhäusern in Italien, anderen europäischen Ländern und Afrika.